# Grenfell
Grenfell – miasto w Australii, w stanie Nowa Południowa Walia.